# Coronella austriaca
A Cobra lisa austríaca, também conhecida como cobra de focinho alto (Coronella austríaca), é uma cobra inofensiva, encontrada normalmente no norte e centro da Europa.
Esta cobra é rara em Portugal, preferindo as regiões montanhosas do norte e centro do país. É relativamente agressiva quando incomodada, é activa tanto de dia como de noite. Alimenta-se de micro-mamíferos, lagartos e outras cobras.